# Gerknäs glasbruk
Gerknäs glasbruk (finska: Kirkniemen lasitehdas) var ett glasbruk i Virkby i Lojo i det finländska landskapet Nyland. Bruket, som var verksam i Jönsböle by mellan 1908 och 1925, kämpade med ekonomiska svårigheter under hela sin verksamhetstid och stod stilla vid flera tillfällen.

## Historia

### Första året
Gerknäs glasbruk grundades av en grupp apotekare under ledning av apotekaren Erik Mikael Eklund från Ekenäs. Apotekarna var missnöjda med att de finländska glasbruken år 1905 hade ingått en priskartell som i juni 1908 även omfattade apoteksglas. Lojo valdes som plats för fabriken eftersom billig spillved från närliggande sågverk kunde användas som bränsle för glasbruket. Gerknäs glasbruk byggdes snabbt och påbörjade produktionen redan i augusti 1908.
Bruket stötte dock omedelbart på svårigheter eftersom verksamheten behövde finansieras med lån, då aktiekapitalet redan hade använts till att etablera fabriken. Detta ledde bland annat till användningen av billigare barnarbetskraft för att minska lönekostnaderna. Dessutom behövde priserna på det producerade glaset snart höjas till kartellens nivå. Trots dessa åtgärder gick fabriken i konkurs redan efter mindre än ett år, i juni 1909.

### 1910-1919
Redan kort därefter övertogs glasbruket av sågverksägarna Carl Henrik Norrman och Arvid Sundberg, och verksamheten återupptogs våren 1910. Bruket fortsatte i några år, men när första världskriget bröt ut blev det brist på soda, som användes som råvara vid glasproduktionen. Bruket stängdes vid slutet av 1914. År 1915 bildades Aktiebolaget Vitrum Osakeyhtiö som ny ägare, och produktionen återupptogs samma sommar.
År 1916 tillträdde Kaarlo Vesamaa som brukschef och lyckades till och med utöka produktionen. Vesamaa dödades under finska inbördeskriget, och därefter stängdes glasbruket. År 1919 blev Ab Åströms Fabriker Oy i Åbo den största ägaren genom nya arrangemang. Samma år återupptogs produktionen, och antalet arbetare fördubblades.

### 1920-1925
År 1921 blev maskiningenjören John Le Bell (1883–1949) från Sjundeå ny föreståndare för bruket. På pingstdagen 1922 förstördes brukets träbyggda hytta i en brand, men en ny hytta i sten stod klar samma år. I samband med detta fördubblades årskapaciteten från 180 till 334 ton. Största delen av produktionen levererades till Åströms fabrik i Åbo. Trots detta förblev bruket olönsam, och för att förbättra situationen beslöt man att börja tillverka kristallglas.
Den kraftigt förlustbringande bokslutet för 1924 ledde till att bruket beslöt att stänga och säga upp personalen från och med den 1 februari 1925. Verksamheten upphörde dock redan den 19 januari 1925, då en gasexplosion i den nya hyttan orsakade en förödande brand.
Lojo Kalkverk Ab köpte glasbrukets byggnader och grundade där 1927 en maskinverkstadsskola. Glasbrukets kontor omvandlades till elevhem, och de tidigare produktionsbyggnaderna användes som undervisningslokaler. Med tiden revs bostads- och produktionsbyggnader som inte längre behövdes. Skolan fortsatte sin verksamhet under olika namn fram till 1993. Därefter användes byggnaderna under ett par år av ett restaurang- och logiföretag, men även dessa avslutade sin verksamhet på grund av dålig lönsamhet.
År 1998 revs de återstående byggnaderna från glasbruket, och området är numera ett bostadsområde med småhus.